# Прянишников, Илларион Михайлович
Илларио́н Миха́йлович Пря́нишников (20 марта [1 апреля] 1840, Тимашово, Калужская губерния — 12 [24] марта 1894, Москва) — русский живописец-жанрист, последователь «демократического реализма», весомая фигура среди московских художников пореформенной эпохи, педагог. Один из членов-учредителей Товарищества передвижников (в 1870), преподаватель Училища живописи, ваяния и зодчества в Москве (с 1873). Действительный член Императорской Академии художеств (с 1893).

## Биография

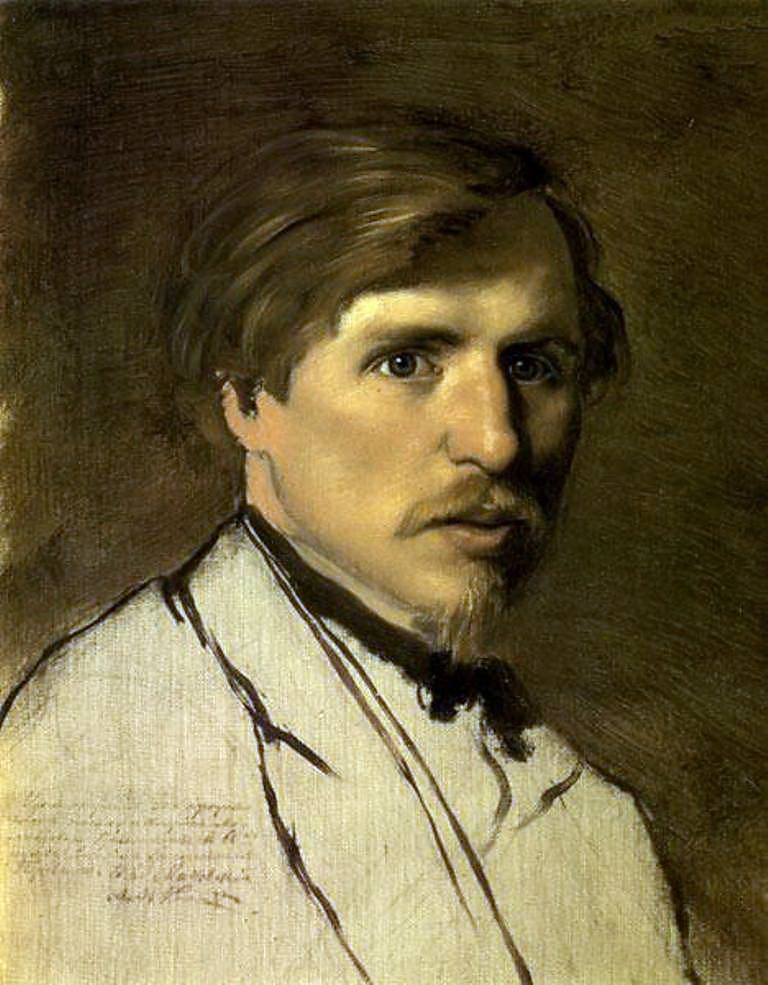
В. Г. Перов.
Портрет И. М. Прянишникова (около 1862)

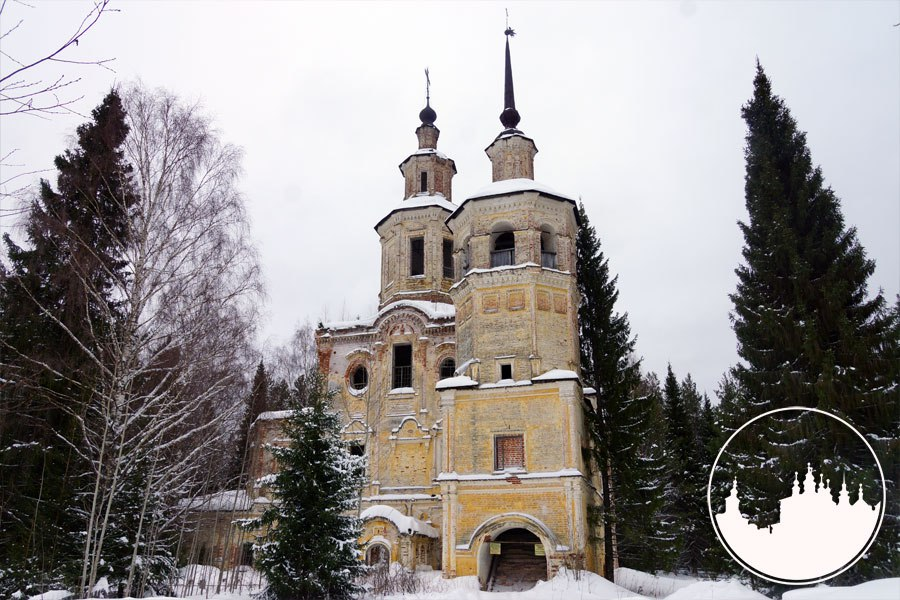
Церковь Покрова на Лузе, изображённая на картине Прянишникова «Крестный ход», в наши дни заброшена, её реставрация происходит медленно из-за недостатка средств.

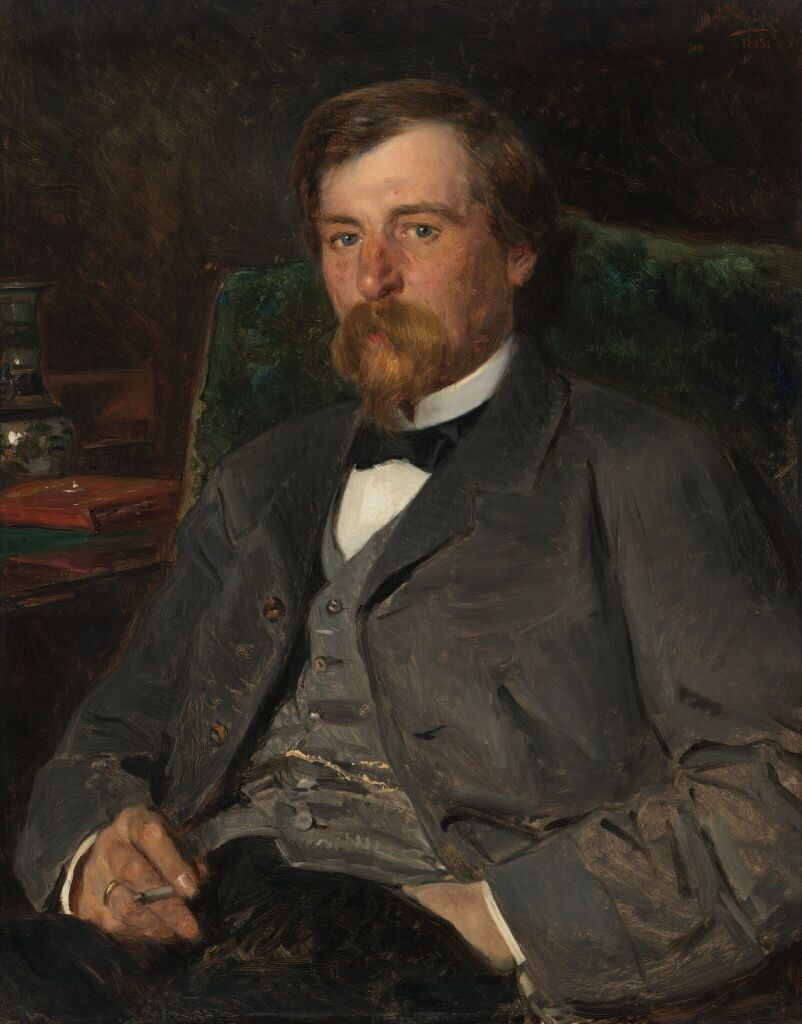
В. Е. Маковский. «Портрет И. М. Прянишникова» (1883)

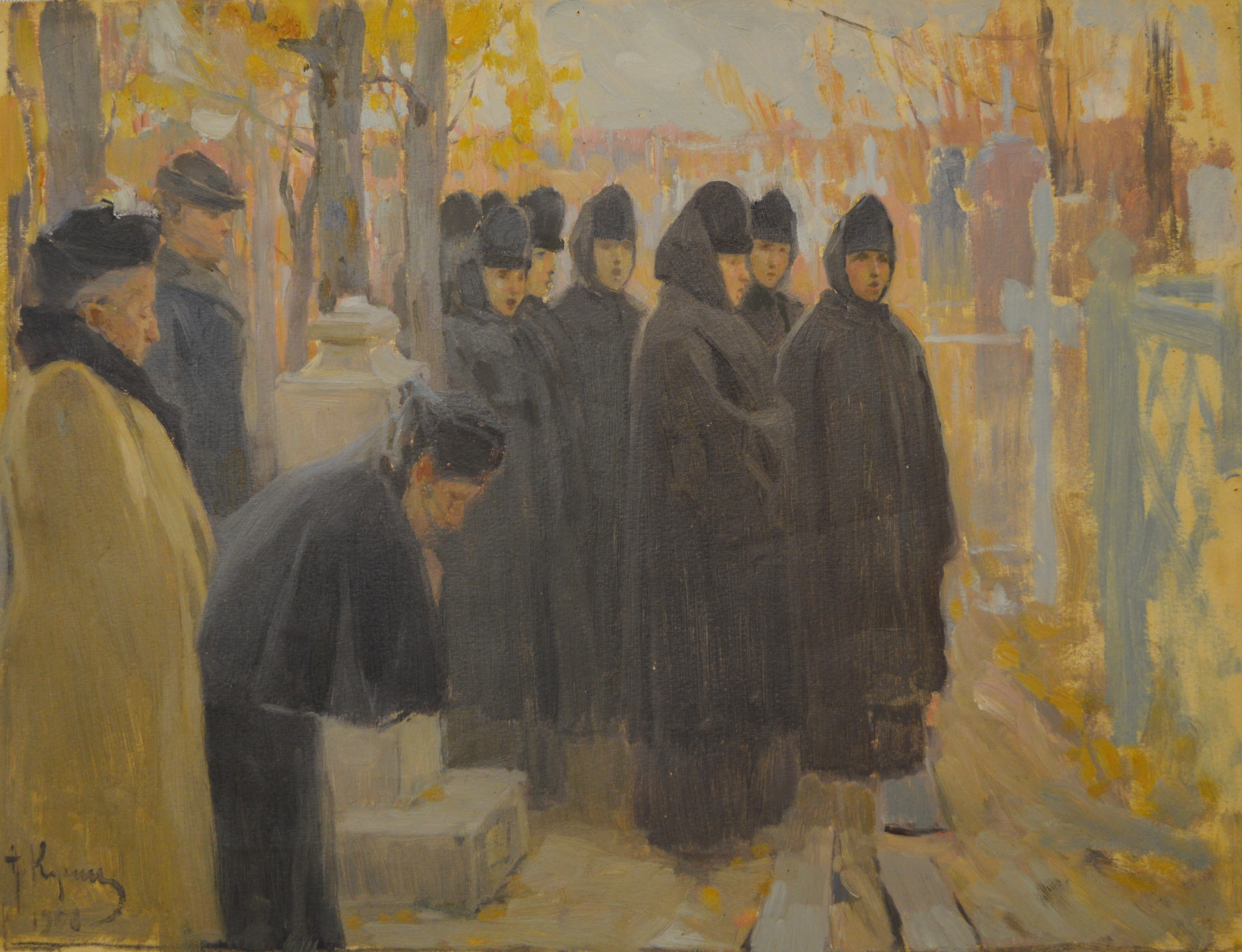
А. М. Корин. «Панихида по Иллариону Михайловичу Прянишникову» (1900)

Родился 20 марта (1 апреля) 1840 года в селе Тимашово Боровского уезда Калужской губернии, в купеческой семье. Отец: Михаил Петрович (1796 — ?) — купец 1-й гильдии, основал первую в Калужской губернии бумажную фабрику, за благотворительный вклад был причислен к сословию почётных граждан. Мать: Елизавета Ивановна Билибина (1810 — ?) из рода калужских купцов 1-й гильдии, внучка Ивана Харитоновича «Большого» Билибина.
Старший брат Иллариона, Сергей (25.09.1837 — 18.05.1912), был директором Лальской бумажной фабрики; младший брат Александр (1845 — ?) — помогал в управлении фабрикой старшему брату. 
С десятилетнего возраста жил в Москве в доме своего дяди Кузьмы Петровича Прянишникова (? — 1853). Уже в возрасте 12 лет он начал учиться в Московском училище живописи, ваяния и зодчества, однако год спустя оставил его: после смерти дяди ему пришлось пойти на заработки «мальчиком» в чайную лавку Волкова. В 1856 году он возобновил учёбу. До 1866 года Прянишников учился у таких мастеров, как Е. С. Сорокин, С. К. Зарянко, А. Н. Мокрицкий, Е. Я. Васильев. Именно Васильев добился для талантливого ученика права на бесплатное обучение и предоставил ему жильё. Во время учёбы Прянишников близко сошелся с В. Г. Перовым; в 1857 году, когда Перов работал над картиной «Приезд станового», Прянишников позировал ему для создания образа главного героя; в 1862 году молодые художники вместе провели лето в Троице-Сергиевой Лавре.
В 1864 году Прянишников за картину «Чтение письма в мелочной лавке» был награждён малой серебряной медалью Училища. В год окончания училища (1865) за картину «Шутники. Гостиный двор в Москве» он получил большую серебряную медаль и звание классного художника 3-й степени. Картина принесла художнику широкую известность; она даже была направлена на Международную выставку в Вене, но не была экспонирована, по мнению художественного критика В. В. Стасова, «из-за боязни показывать свои язвы Европе».
В конце 1869 года Прянишников принял активное участие в создании Товарищества передвижных художественных выставок (Товарищества передвижников; ТПХВ); стал членом-учредителем этой организации. Он выставлялся почти на всех передвижных выставках, а начиная со второй передвижной выставки стал бессменным членом правления Товарищества.
В работах второй половины 1860-х — начала 1870-х годов Прянишников обращался к самым различным сторонам русского быта. «Для нас, русских жанристов, Москва — клад», — говорил Прянишников: «Тут и Гоголь, и Островский, и Тургенев, и Толстой — все собрано воедино; смотри и наблюдай за нашей чисто русской жизнью». И он в русле критического реализма изображал развлечения городского люда («У театра марионеток», 1867);  нищих странников на сельских улицах («Калики перехожие», 1870); труд женщин-работниц («Швея», 1870). За две последние работы в 1870 году Прянишников был удостоен звания классного художника 1-й степени.
С начала 1870-х годов Прянишников переходит ко все более «многомерному» изображению действительности. Его произведения стали отличаться от ранних большей композиционной цельностью и колористической насыщенностью. Картина Прянишникова «Порожняки», экспонированная на первой передвижной выставке в 1871 году, принесла ему новый успех. По единодушному мнению современников картина была признана новаторской благодаря удачному соединению пейзажно-жанрового мотива. Это произведение было приобретено одним из коллекционеров задолго до открытия выставки. П. М. Третьяков, нарушив собственное правило — не иметь повторений и копий в своем собрании, заказал художнику повторение картины.
В конце 1860-х годов, под впечатлением от «Войны и мира» Льва Толстого, Прянишников начал работать над картиной из истории Отечественной войны 1812 года и в 1874 году завершил полотно «В 1812 году». На этот сюжет он исполнил несколько вариантов, лучший (четвёртый) находится ныне в Третьяковской галерее. Крамской восхищенно писал Репину: «Прянишников написал хорошую вещь — „Пленные французы в 1812 году“».
В 1871—1872 годах для Политехнической выставки в Москве Прянишников вместе с В. Е. Маковским, Г. Г. Мясоедовым, В. И. Шервудом и другими художниками работал над созданием серии картин, посвященных обороне Севастополя в Крымской войне; из девяносто семи сюжетов Прянишниковым было написано восемнадцать, в том числе «Перевозка орудий» и «Уход за раненых женщинами в Севастополе».
С 1873 года практически до конца жизни преподавал в Московском училище живописи, ваяния и зодчества, которое когда-то окончил сам; его учениками были, в частности, А. Е. Архипов, В. Н. Бакшеев, Н. П. Богданов-Бельский, В. К. Бялыницкий-Бируля, С. Ю. Жуковский, С. В. Иванов, Н. А. Касаткин, А. М. Корин, С. А. Коровин, К. В. Лебедев, С. В. Малютин, А. С. Степанов и многие другие.
В 1871 году появилась картина «Художник Перов на охоте», которая ознаменовала начало новой тематики в творчестве Прянишникова: в картинах «Конец охоты», «На тяге», «Охота пуще неволи» ему удалось показать гармоничного сочетания человека и природы.
В 1874 году вместе с К. А. Трутовским, В. Е. Маковским, И. Н. Крамским иллюстрировал повести Н. В. Гоголя «Вечера на хуторе близ Диканьки». В 1875—1877 годах работал над росписями храма Христа Спасителя в Москве (в 1883 году награждён за эти работы орденом Святой Анны 3-й степени).
Живя преимущественно в Москве, он однако ездил на Русский Север для зарисовок с натуры, в частности неоднократно бывал в Лальске, у старшего брата Сергея. На многих картинах Прянишникова можно видеть сам Лальск, бумажную фабрику, директором которой и был его брат; на последней неоконченной картине художника «Крестный ход» изображена церковь Покрова на Лузе.
Во второй половине 1880-х — первой половине 1890-х годов Прянишников исполнил несколько монументальных полотен, посвященных бытовому укладу и традициям русской деревни: «Спасов день на Севере» (1887), «Крестный ход», «Общий жертвенный котел в престольный праздник», «Приготовление нивы для посева льна в Вологодской губернии». В это же время в его творчестве возникали «сумеречные» по настроению образы и сюжеты «В мастерской художника» (1890), «В провинции» (1893).
В 1891–1892 годах, заболев туберкулезом, переселился в Крым, в Алупку, где жил в имении П. И. Губонина. По возвращении в Москву вновь преподавал в УЖВЗ; в 1893 году, в ходе реформы Академии художеств, вошёл в первый состав её действительных членов по новому уставу.
Скончался в Москве 12 (24) марта 1894 года. Был похоронен в Ново-Алексеевском монастыре; могила уничтожена.

## Галерея

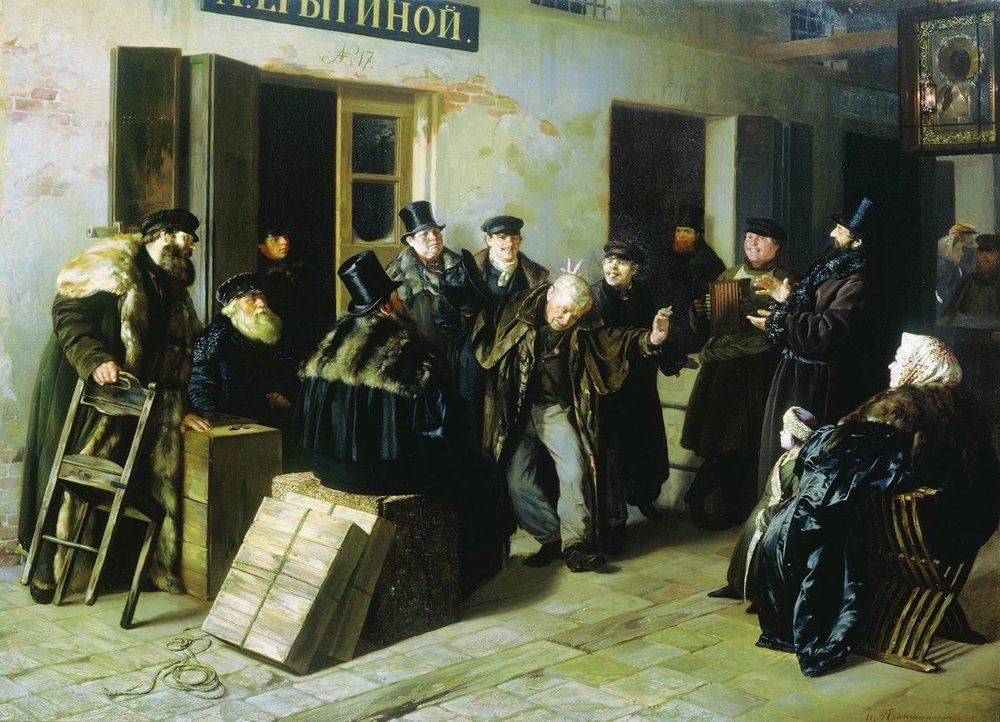
Шутники. Гостиный двор в Москве. 1865
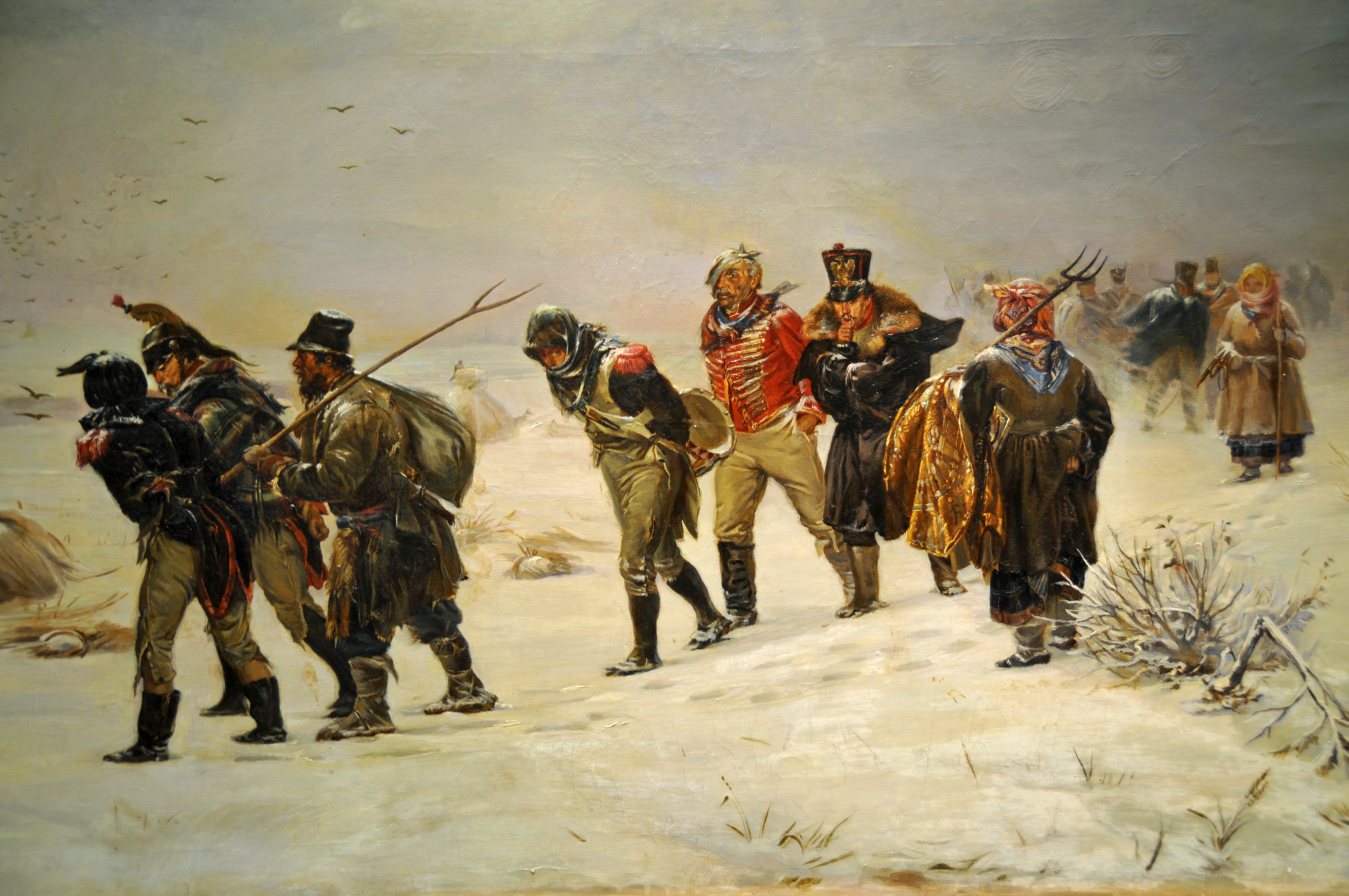
Пленные французы в 1812 году. 1874
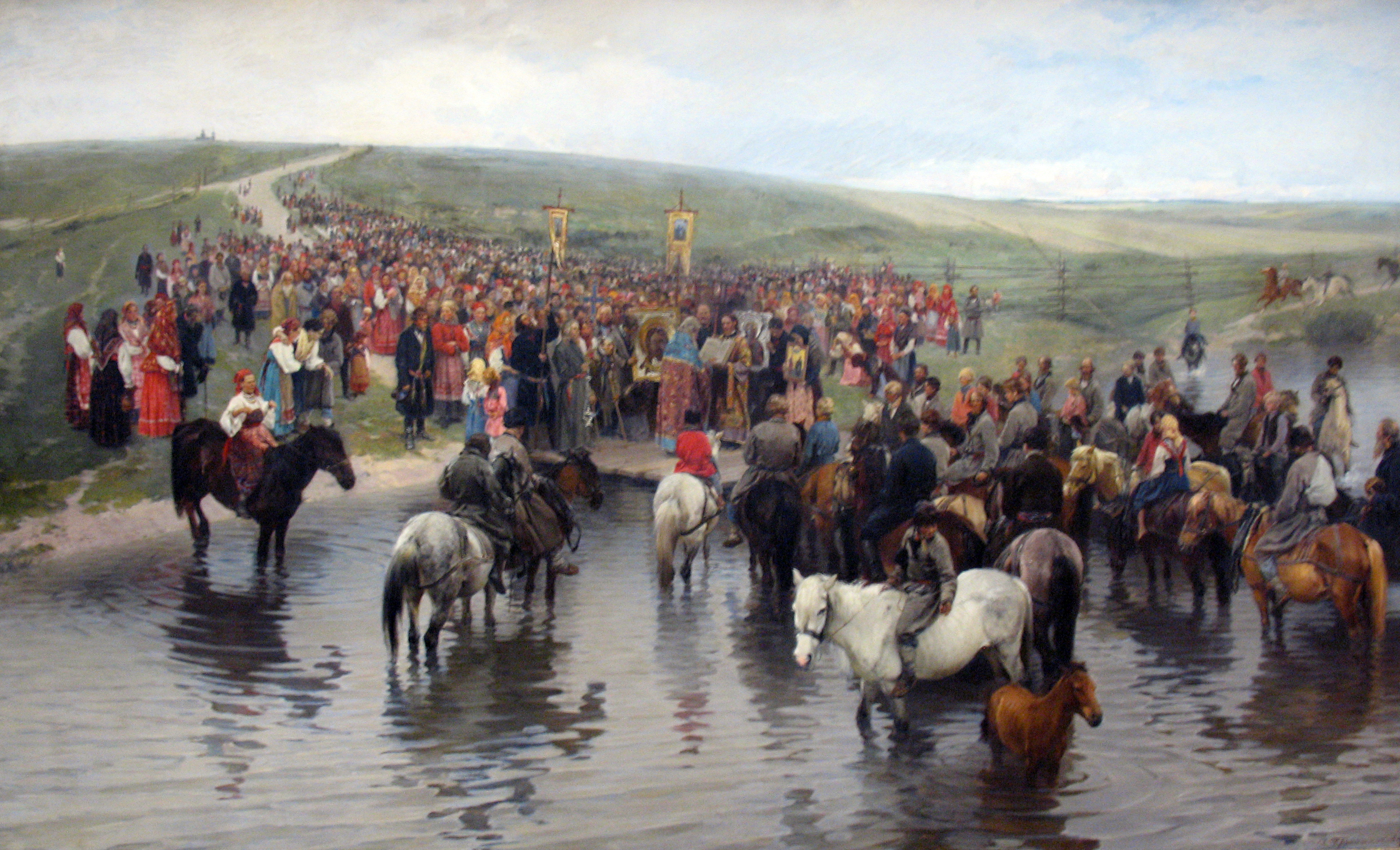
Спасов день на севере. 1887
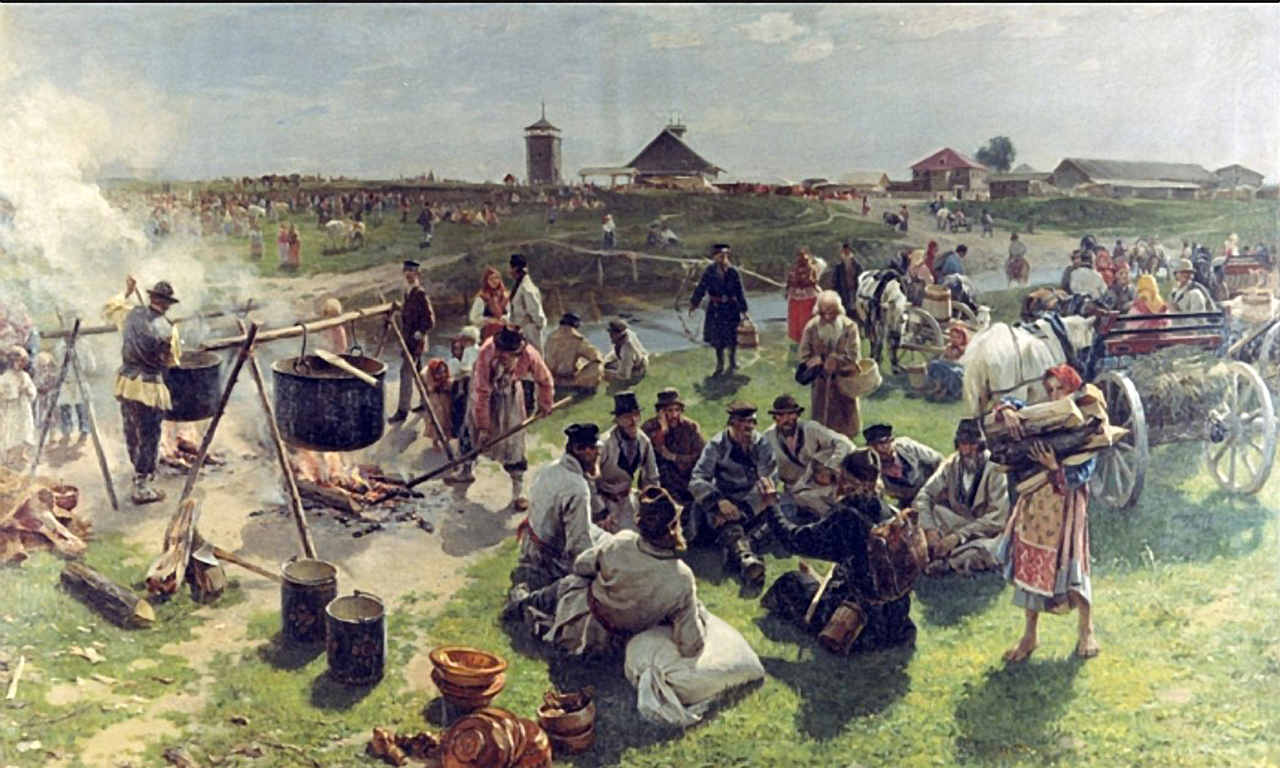
Общий жертвенный котел в престольный праздник. 1888
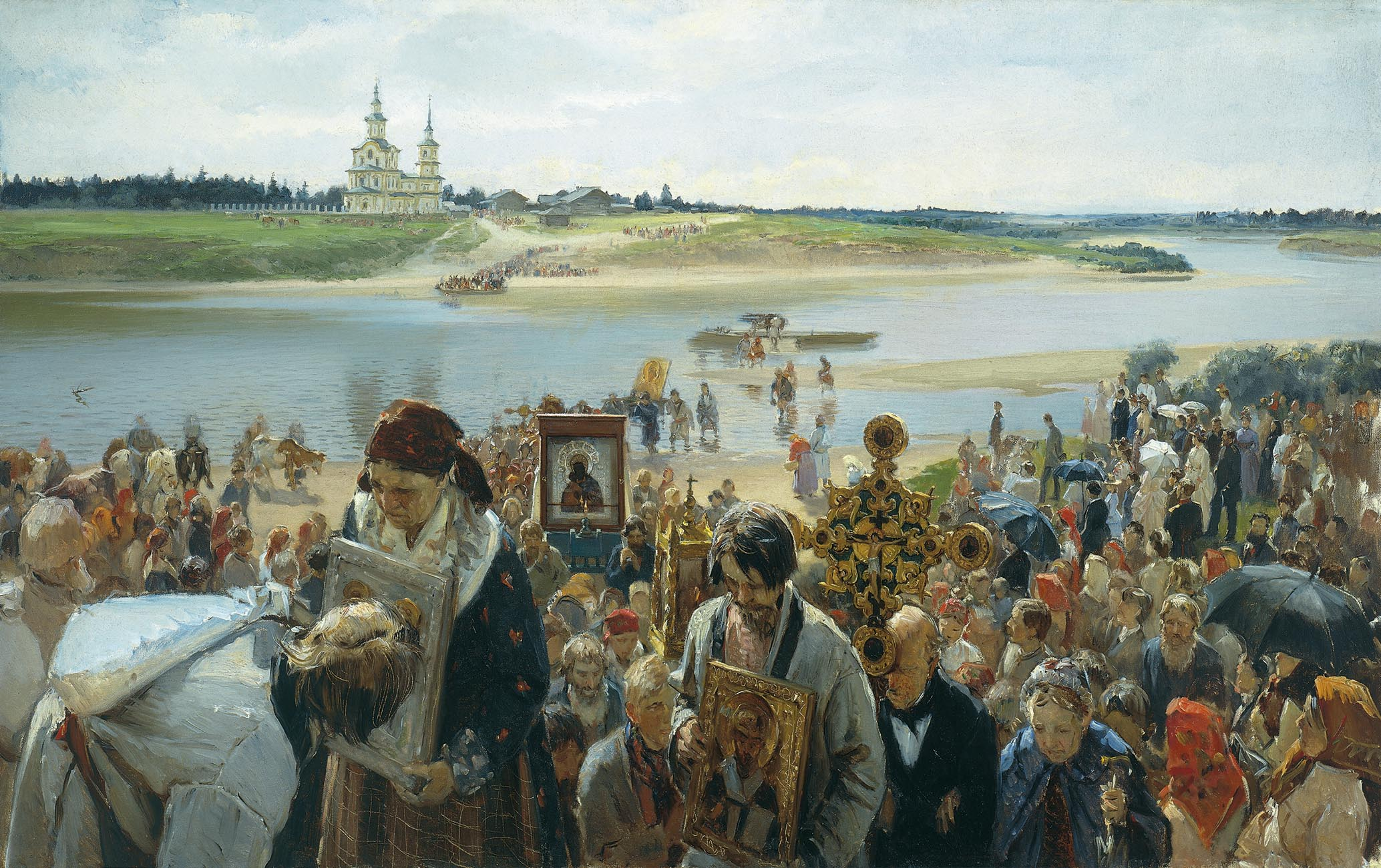
Крестный ход. 1893
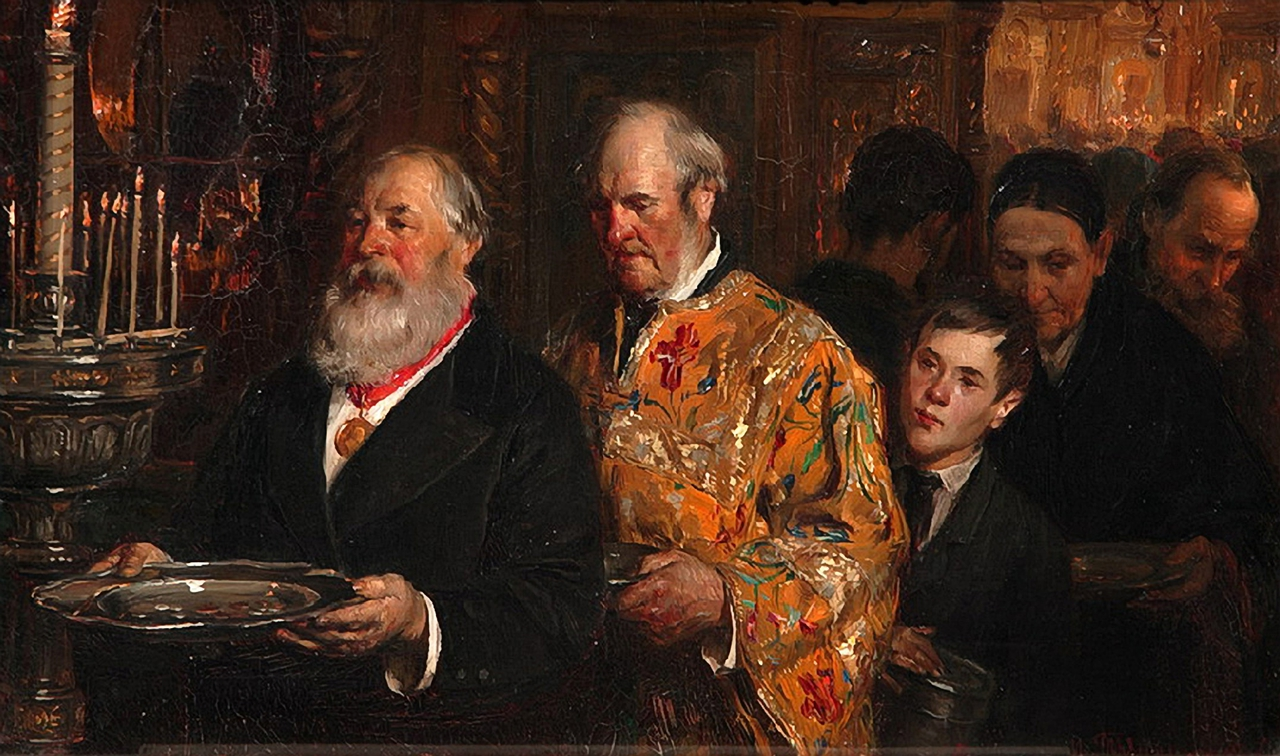
Церковный староста
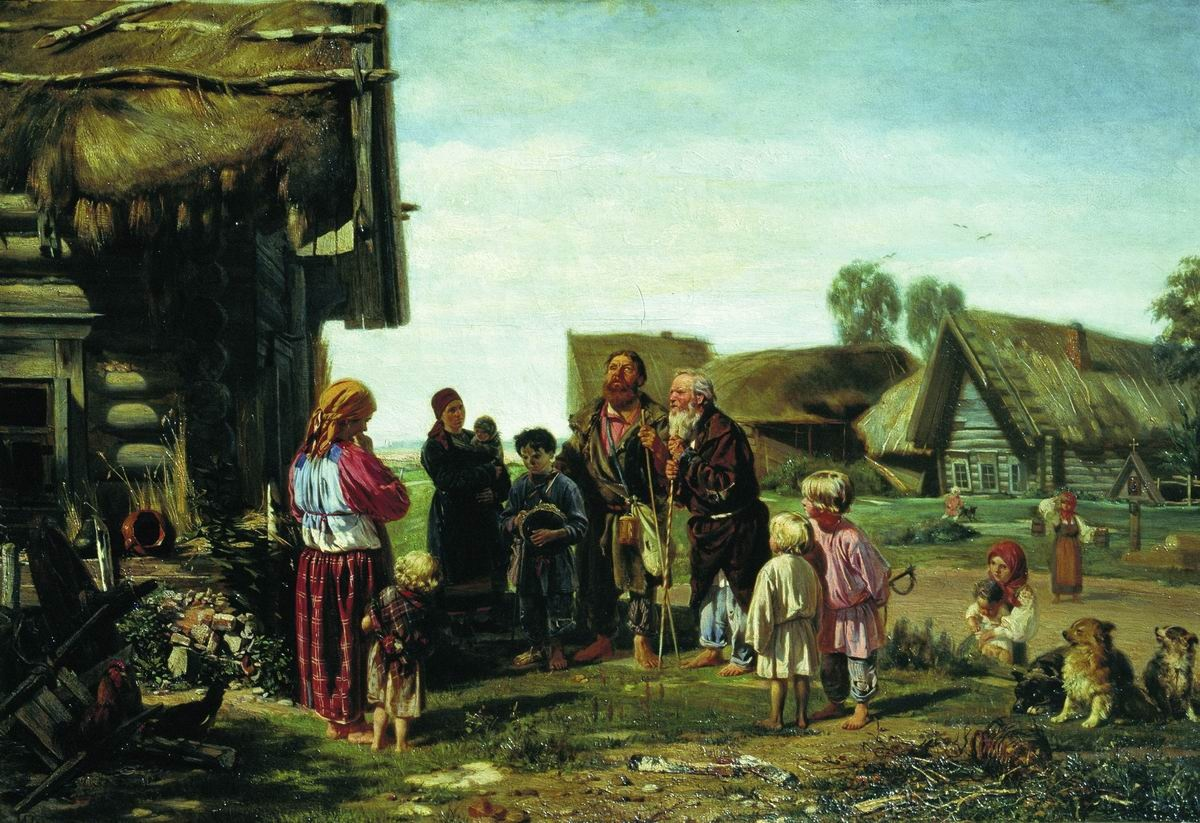
Калики перехожие
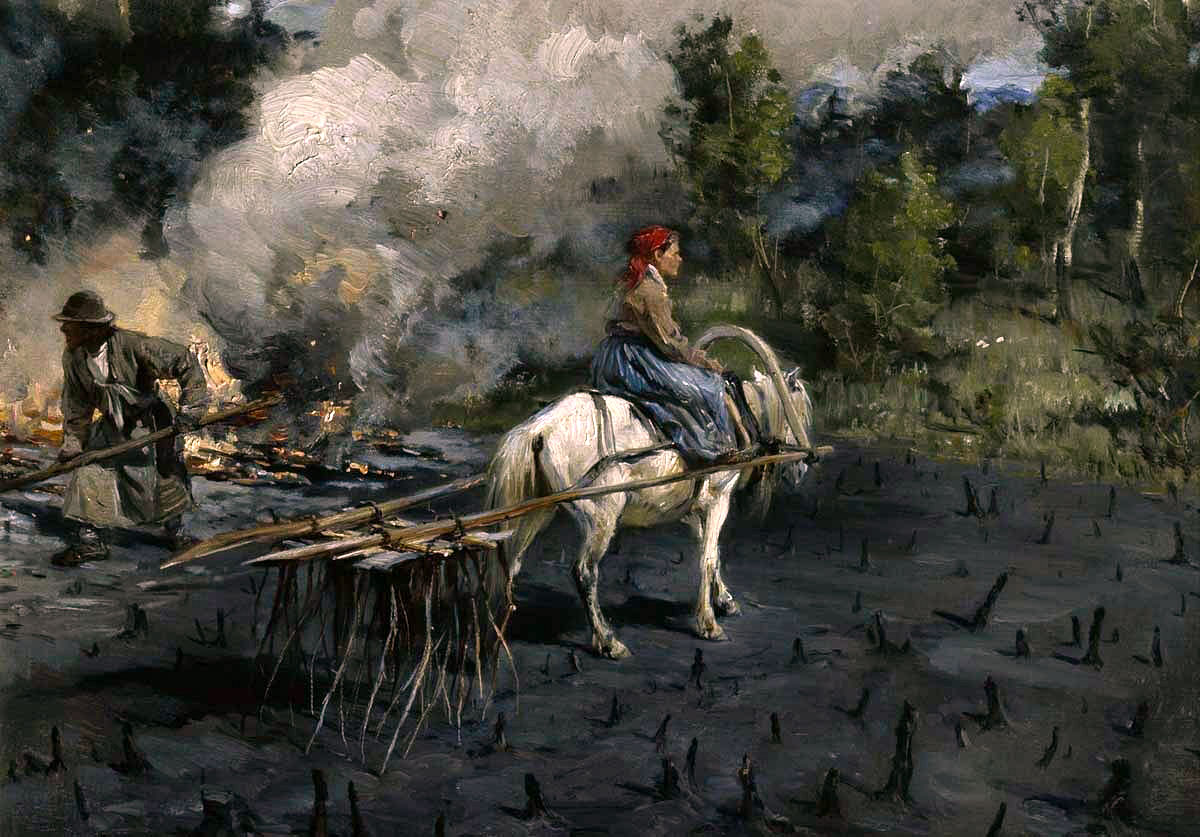
Приготовление почвы для посева льна в Вологодской губернии
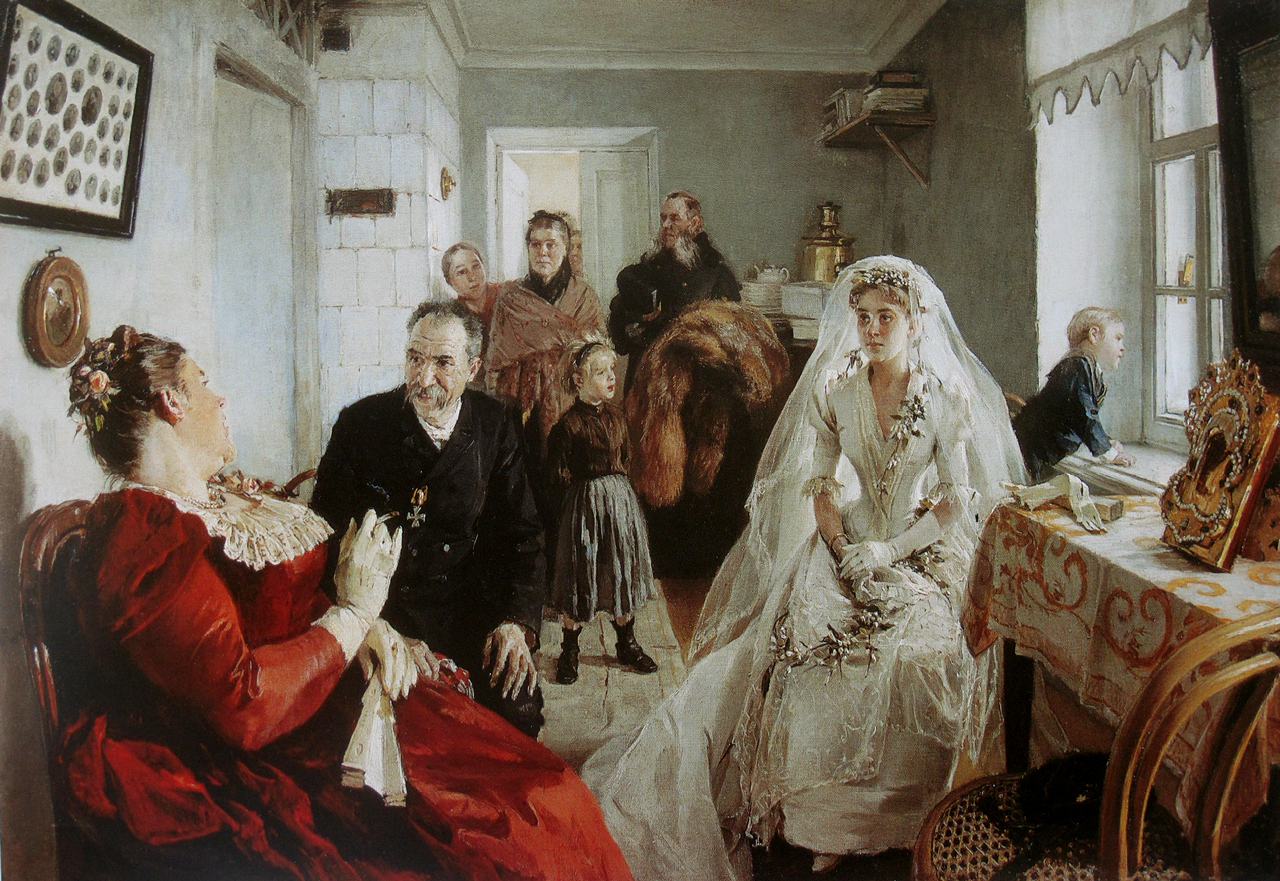
В ожидании шафера
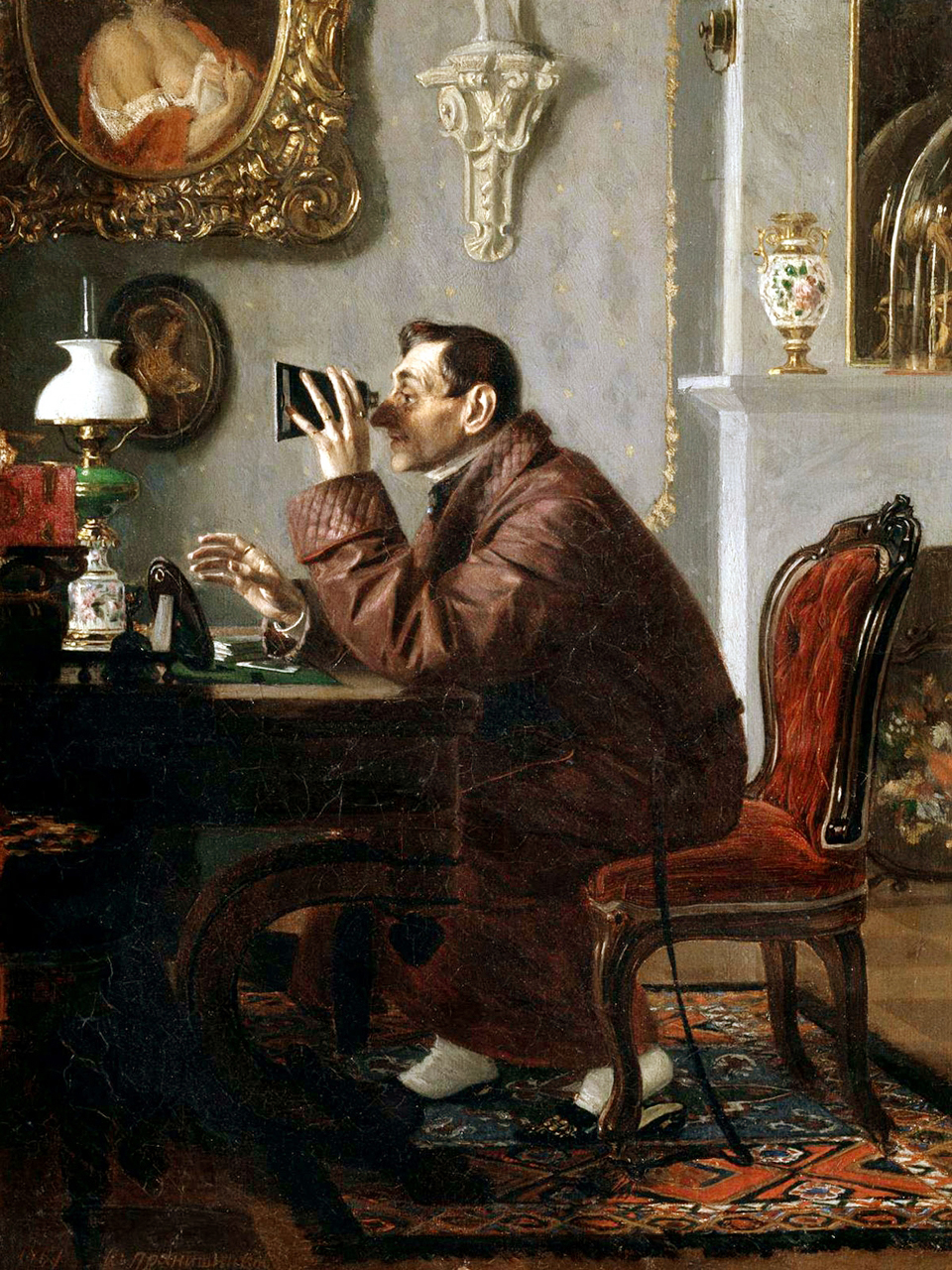
Любитель
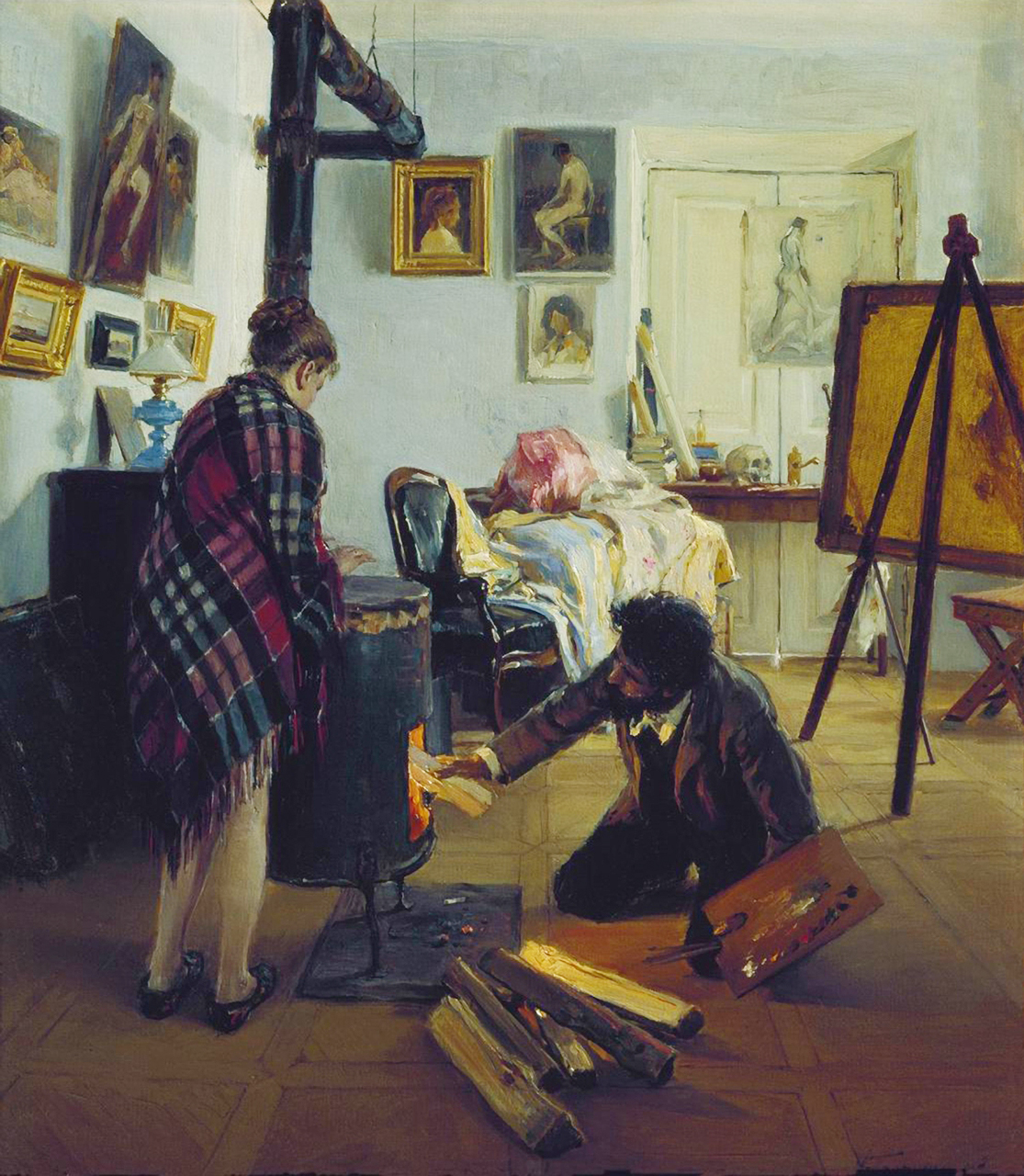
В мастерской художника
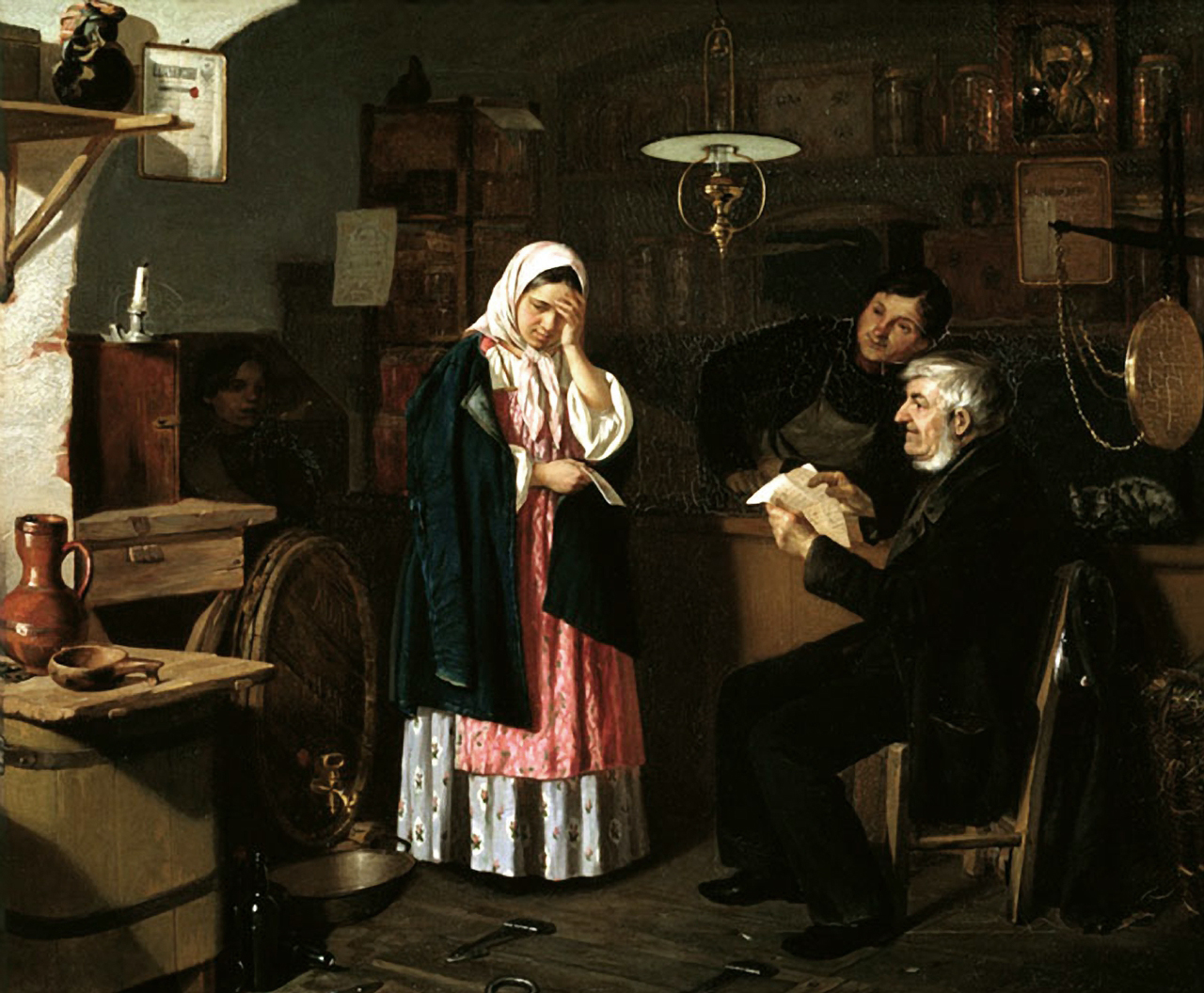
Чтение письма в овощной лавке
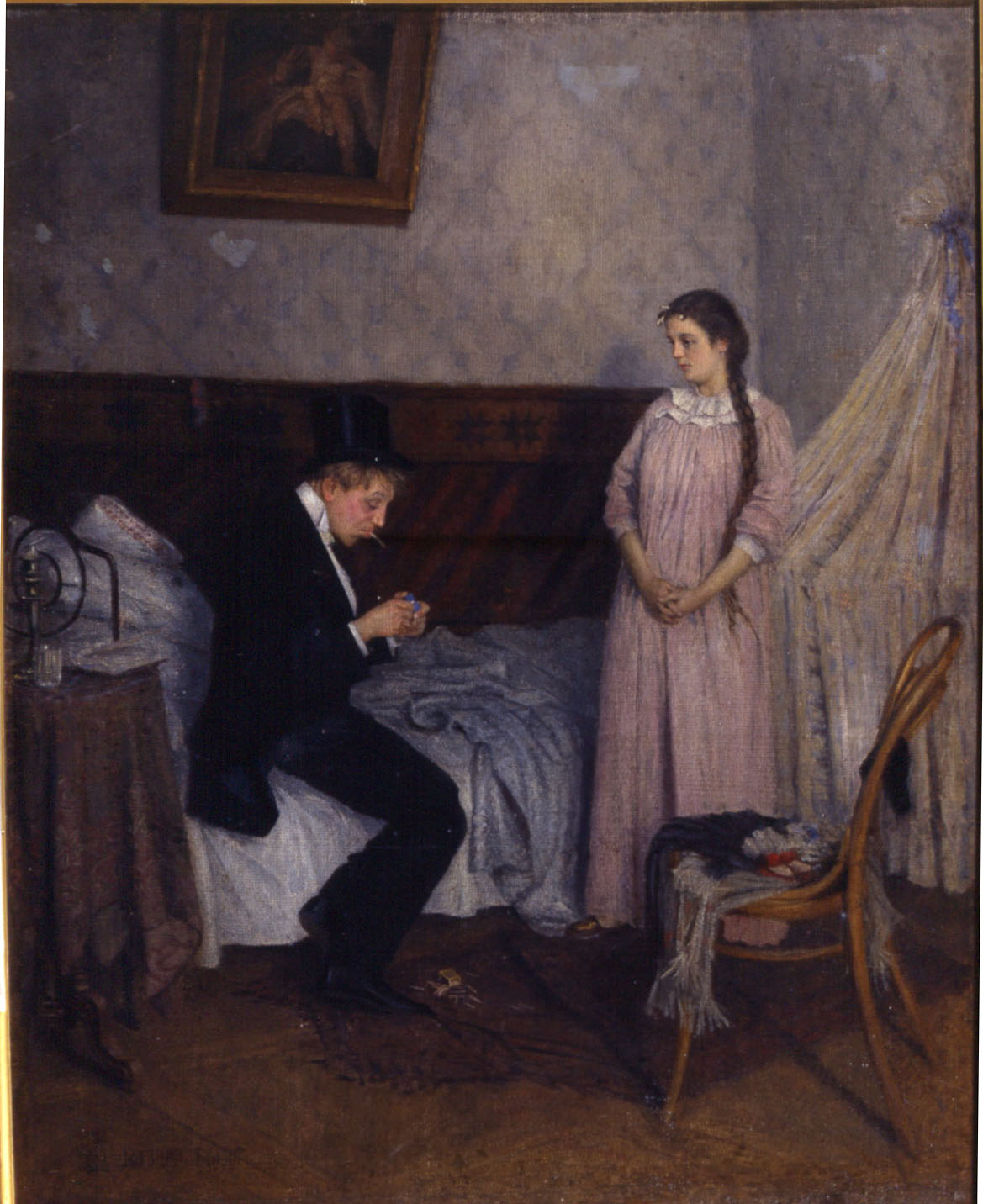
«В казино был».
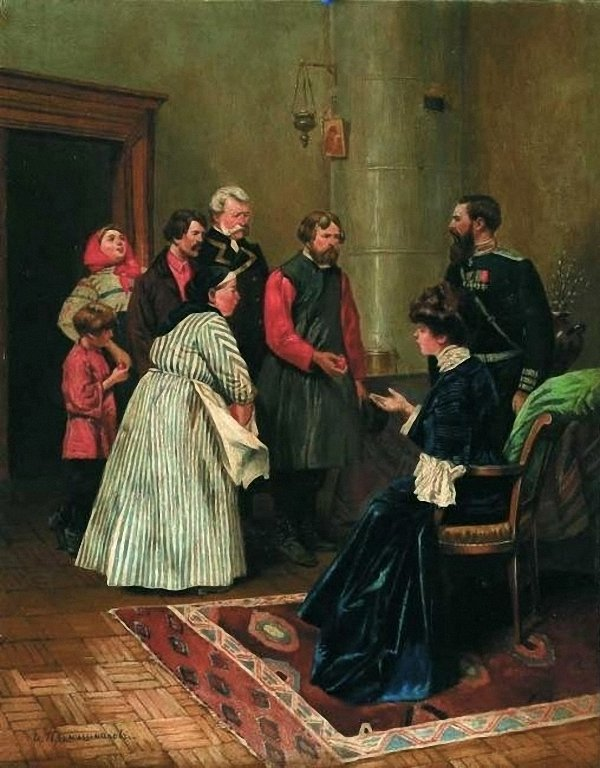
Пасха
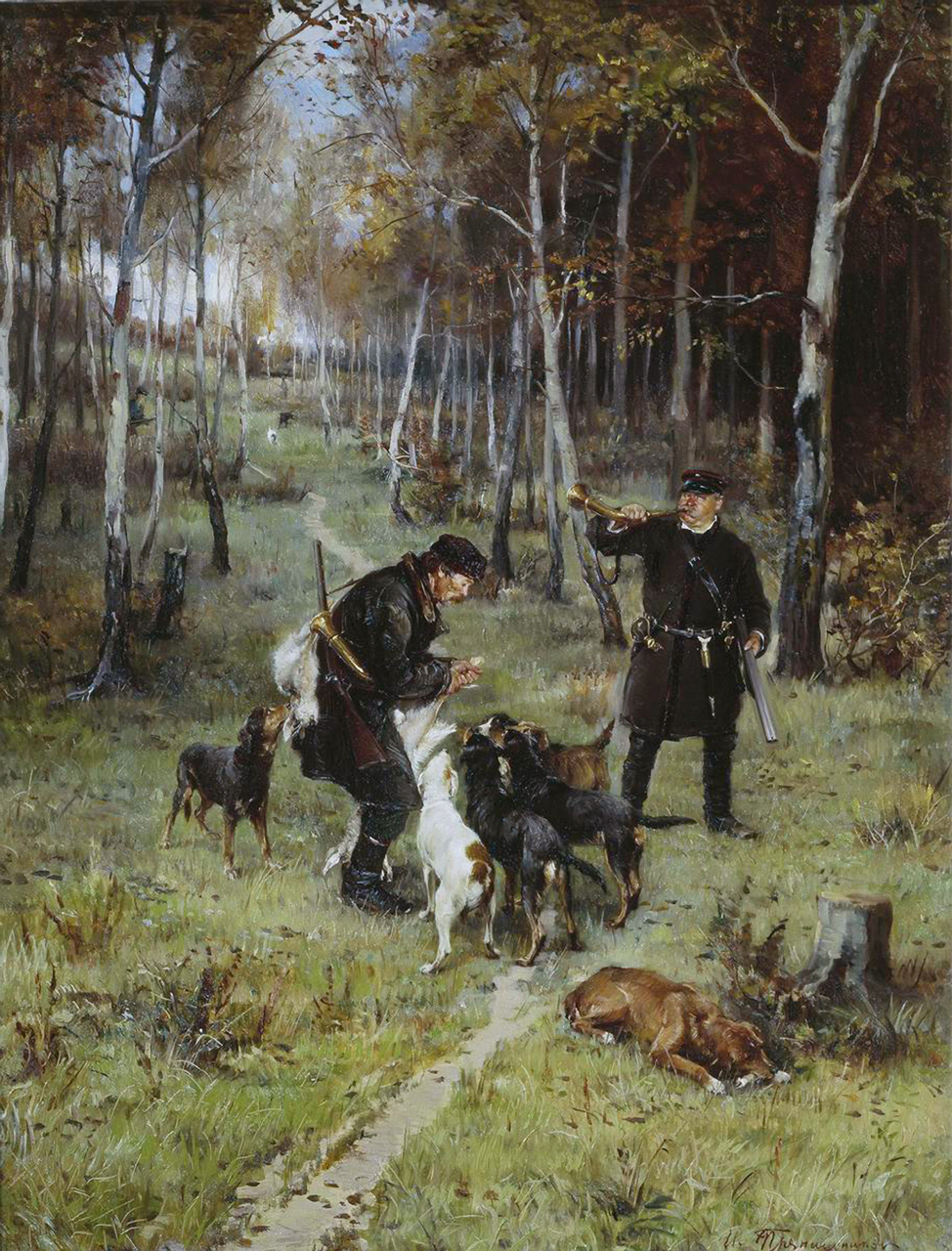
Конец охоты

## Некоторые известные произведения
- «Мальчик-коробейник» (1860-е),
- «Чтение письма в мелочной лавке» (1860-е),
- «Шутники. Гостиный двор в Москве» (1865, ГТГ)
- «Погорельцы» (1871),
- «В 1812 году»(1873), (в собрании Одесского художественного музея).
- «В 1812 году» (1874, ГТГ)
- «Порожняки» (1871, Харьковский художественный музей, вариант 1872 г. — в ГТГ)
- «Жестокие романсы» (1881),
- «На тяге» (1881, холст 53,8 х 44,5 см.) Тверская областная картинная галерея
- «Охота пуще неволи» (1881),
- «Дети на рыбалке» (1882), Красноярский государственный художественный музей им. В.И. Сурикова.
- «Возвращение с ярмарки» (1883),
- «Спасов день на Севере» (1887, ГТГ),
- «В мастерской художника» (1890),
- «Общий жертвенный котел в престольный праздник» (1888, Художественный музей имени А. Н. Радищева, Саратов).
- «В ожидании шафера» (1891). Серпуховский историко-художественный музей

Картины, находившиеся в доме брата Сергея Михайловича в Лальске и в 1918 году переданные в Великоустюжский музей:
- «Портрет брата»,
- «Портрет жены брата»,
- «Гостья»,
- «Вид фабрики Сумкина»,
- «Ярмарка в Лальске».

Другие картины «лальского» цикла:
- «В засаде» (1881),
- «Ребятишки на изгороди» («Воробьи»),
- «Конец охоты» (1884),
- «Крестный ход» (1893),
- «Базар в Лальске»,
- «Приготовление нивы для посева льна в Вологодской губернии»,
- «Церковный староста»,
- «Дьячок»,
- «У тихой пристани»,
- «В провинции».

## Семья

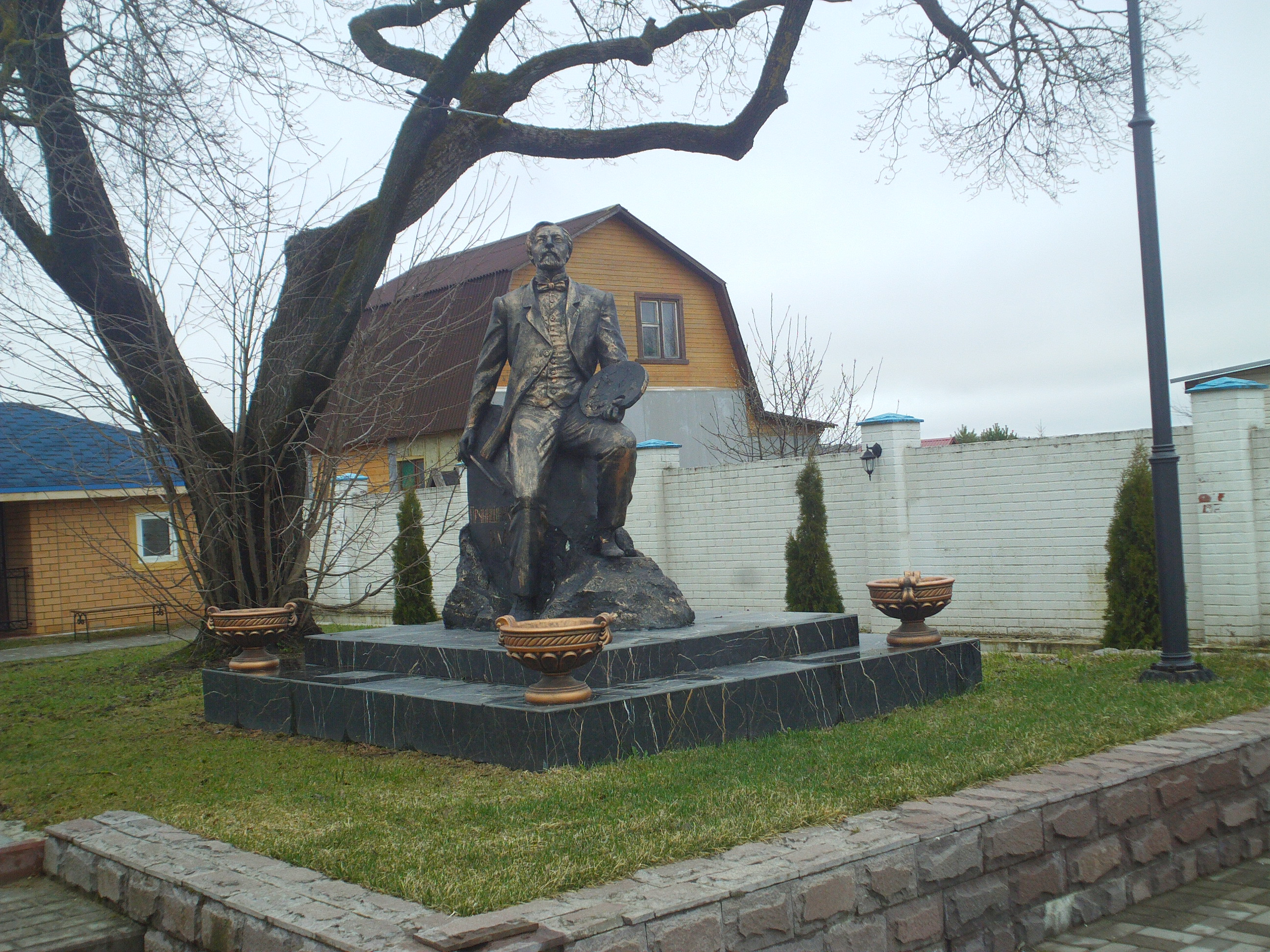
Памятник Прянишникову

Жена — Елена Флегонтовна из рода московских дворян Воскресенских, около 1847 года рождения. Сестра архитекторов Сергея Флегонтовича и Флегонта Флегонтовича Воскресенских. По причине её слабого здоровья брак Прянишникова был бездетным. Приемной дочерью семьи Прянишниковых стала девочка из бедной семьи, — впоследствии бабушка советского писателя А. Кондратовича.
Жена позировала для некоторых картин Прянишникова; так, с неё написан портрет молодой женщины под названием «Гостья», её черты угадываются в облике девушки с картины «Жестокие романсы», на неё несколько похожа «Пряха».
С 1900 года жила в Лальске у родственников, умерла по разным сведениям в 1919 или в 1931 году. Похоронена на Лальском кладбище в семейном некрополе.

## Память
На родине художника, в селе  Тимашово Боровского района Калужской области, на территории храма Рождества Богородицы, 20 сентября 2020 года был открыт памятник, автор которого скульптор Сергей Лопухов. В мемориальный комплекс Прянишникова, созданный благодаря местным жителям по инициативе настоятеля храма протоиерея Антония Сомика, помимо памятника входят репродукции картин живописца (под открытым небом) и «Мастерская художника» (модель творческого кабинета художника, который находится ниже уровня земли). На церемонии открытия также была посажена кленовая аллея.

## Фильм о Прянишникове
- 2019 — «Передвижники. Илларион Прянишников» («Культура», документальный)[11]